# Persecuzione dei polacchi durante la seconda guerra mondiale
I crimini contro la nazione polacca commessi dalla Germania nazista e dalle forze collaborazioniste dell'Asse durante l'invasione della Polonia, insieme ai battaglioni ausiliari durante la successiva occupazione della Polonia nella seconda guerra mondiale, consistevano nell'assassinio di milioni di polacchi etnici e nello sterminio sistematico degli ebrei polacchi. I tedeschi giustificarono questi genocidi sulla base della teoria razziale nazista, che considerava i polacchi e gli altri popoli slavi come razzialmente inferiori, Untermensch dipinge gli ebrei come una minaccia costante. Nel 1942, i nazisti tedeschi stavano attuando il loro piano per uccidere ogni ebreo nell'Europa occupata dai tedeschi: avevano sviluppato dei piani per eliminare il popolo polacco attraverso gli omicidi di massa, la pulizia etnica, la schiavitù e lo sterminio, attraverso il lavoro ed anche tramite l'assimilazione, nell'identità tedesca, di una piccola minoranza di polacchi ritenuta "razzialmente preziosa". Durante la seconda guerra mondiale, i tedeschi non solo uccisero milioni di polacchi (ebrei e non), ma pulirono etnicamente altri milioni di persone attraverso la deportazione forzata per fare spazio ai coloni tedeschi "razzialmente superiori", ad esempio tramite il Generalplan Ost ed il Lebensraum.
Si stimano periti nel genocidio circa 3 milioni di ebrei polacchi e quasi 2 milioni di polacchi non ebrei. Questo numero di morti estremamente elevato e l'assenza di sostanziali morti civili non ebrei nei paesi europei occupati "razzialmente superiori" come la Danimarca e la Francia, attestano le politiche di genocidio della Germania dirette contro i polacchi.
Le politiche di genocidio del piano di colonizzazione del governo tedesco, il Generalplan Ost, furono il modello per i crimini di guerra tedeschi ed i crimini contro l'umanità commessi contro la nazione polacca dal 1939 al 1945. Il piano generale nazista prevedeva l'espulsione e lo sterminio di massa di circa il 85% (oltre 20 milioni) dei cittadini etnicamente polacchi, il restante 15 per cento da trasformare in lavoro forzato. Nel 2000, con un atto del Parlamento polacco, è stata affidata la diffusione delle conoscenze sui crimini nazisti tedeschi e stalinisti in Polonia durante la seconda guerra mondiale all'Istituto della Memoria Nazionale, che era stato istituito a Varsavia nel 1998.
Dall'inizio della guerra contro la Polonia, la Germania intendeva realizzare il piano di Adolf Hitler, esposto nel suo libro Mein Kampf, di acquisire lo "spazio vitale ", il Lebensraum, ad est per un massiccio insediamento di coloni tedeschi. Il piano di Hitler combinava l'imperialismo classico con l'ideologia razziale nazista. Il 22 agosto 1939, poco prima dell'invasione della Polonia, Hitler diede il permesso esplicito ai suoi comandanti di uccidere "senza pietà o rimorso, tutti gli uomini, le donne ed i bambini di origine o lingua polacca".
La pulizia etnica doveva essere condotta sistematicamente contro il popolo polacco. Il 7 settembre 1939, Reinhard Heydrich dichiarò che tutti i nobili, il clero e gli ebrei polacchi dovevano essere uccisi. Il 12 settembre, Wilhelm Keitel aggiunse all'elenco l'intellighenzia polacca. Il 15 marzo 1940, il capo delle SS Heinrich Himmler dichiarò: "Tutti gli specialisti polacchi saranno sfruttati nel nostro complesso militare-industriale. in seguito, tutti i polacchi scompariranno da questo mondo. È imperativo che la grande nazione tedesca consideri l'eliminazione di tutti i polacchi come suo compito principale». Alla fine del 1940, Hitler confermò il piano per liquidare "tutti gli elementi di spicco in Polonia".
Dopo che la Germania perse la guerra, il Tribunale militare internazionale al processo di Norimberga e il Tribunale nazionale supremo della Polonia conclusero che l'obiettivo della politica tedesca in Polonia, ossia lo sterminio di polacchi ed ebrei, aveva "tutte le caratteristiche del genocidio nel significato biologico di questo termine."

## Campagna di settembre 1939
Meno di un anno prima dello scoppio della guerra, il 1 ottobre 1938, l'esercito tedesco occupò il territorio dei Sudeti, in conformità con l'accordo di Monaco. L'operazione è stata completata entro il 10 ottobre. Due settimane dopo, il 24 ottobre 1938, Ribbentrop convocò l'ambasciatore polacco a Berchtesgaden e gli presentò la Gesamtlösung di Hitler, riguardante il corridoio polacco e la città libera di Danzica. L'ambasciatore Lipski rifiutò. Tre giorni dopo, iniziò la prima deportazione di massa dei cittadini polacchi dalla Germania nazista: fu lo sfratto degli ebrei che si stabilirono in Germania con passaporti polacchi. Il 9 e 10 novembre 1938, l'attacco alla Kristallnacht è stato sferrato dalle forze paramilitari SA; migliaia di ebrei in possesso della cittadinanza polacca furono rastrellati e inviati via ferrovia al confine polacco e nei campi di concentramento nazisti. Il rastrellamento comprendeva 2.000 polacchi etnici che vivevano e lavoravano lì.
Inoltre, prima dell'invasione della Polonia, i nazisti prepararono un elenco dettagliato che identificava più di 61.000 obiettivi polacchi (per lo più civili) per nome, con l'aiuto della minoranza tedesca che viveva nella Seconda Repubblica Polacca. L'elenco fu stampato segretamente come un libro di 192 pagine chiamato Sonderfahndungsbuch Polen, e composto solo da nomi e date di nascita. Comprendeva politici, studiosi, attori, intellettuali, medici, avvocati, nobiltà, preti, ufficiali e numerosi altri, come i mezzi a disposizione degli squadroni della morte paramilitari delle SS aiutati dai carnefici del Selbstschutz. Il primo Einsatzgruppen della seconda guerra mondiale fu formato dalle SS nel corso dell'invasione. Furono schierati dietro le linee del fronte per giustiziare i gruppi di persone ritenute, in virtù del loro status sociale, capaci di favorire gli sforzi di resistenza contro i tedeschi. La menzogna più utilizzata, per giustificare queste uccisioni indiscriminate da parte delle squadre d'azione mobili, fu l'invenzione di un presunto attacco alle forze tedesche.
In totale persero la vita tra i 150.000 ed i 200.000 polacchi durante la campagna del mese di settembre del 1939, caratterizzata dall'attacco indiscriminato e spesso deliberato della popolazione civile da parte delle forze d'invasione. Oltre 100.000 i polacchi morti nelle operazioni terroristiche di bombardamento della Luftwaffe, come nel caso di Wieluń. Furono condotti massicci raid aerei su città prive di infrastrutture militari. La città di Frampol, vicino a Lublino, fu pesantemente bombardata il 13 settembre come cavia per la tecnica di bombardamento della Luftwaffe, tale scelta fu guidata per il suo piano stradale a griglia ed il municipio centrale facilmente riconoscibile. Frampol fu colpita da 70 tonnellate di munizioni, che distrussero fino al 90% degli edifici e uccisero metà dei suoi abitanti. Le colonne di profughi in fuga furono sistematicamente attaccate dai caccia tedeschi e dai bombardieri in picchiata.
Tra le città polacche bombardate all'inizio della guerra c'erano: 
- Brodnica,[33][34]
- Bydgoszcz,[33][34]
- Chelm,[33][34]
- Ciechanów,[33][34]
- Czestochowa,[34][35]
- Grodno,[33]
- Grudziadz,[33]
- Gdynia,[33][34]
- Janów,[33][34]
- Jaslo,[33][34]
- Katowice,[33]
- Kielce,[33]
- Kowel,[33]
- Kraków,[33][34][35]
- Kutno,[33][34]
- Lublin,[33][34]
- Lwów,[33]
- Olkusz,[33][34]
- Piotrków,[36]
- Plock,[33][34]
- Plonsk,[33]
- Poznan,[33][35]
- Puck,[33]
- Radom,[33][34]
- Radomsko,[33]
- Sulejów,[33]
- Warsaw,[33][35]
- Wieluń,[33][34]
- Wilno, e Zamosc.[33][34]

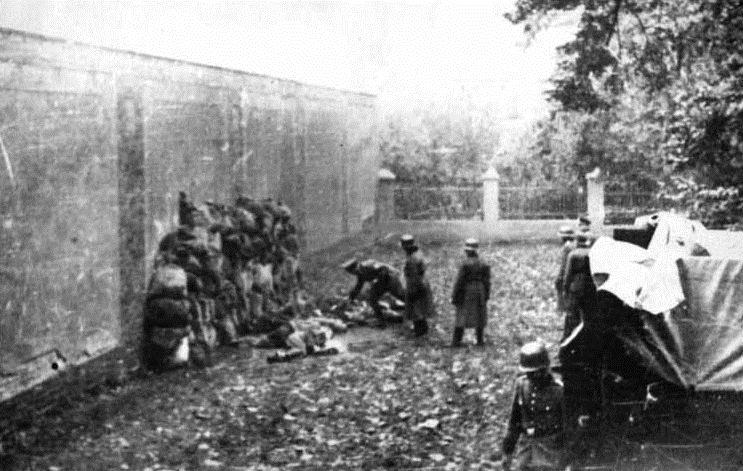
Esecuzione di polacchi etnici da parte dei soldati tedeschi SS Einsatzkommando a Leszno, ottobre 1939

Oltre 156 città ed altri villaggi furono attaccati dalla Luftwaffe: Varsavia soffrì particolarmente e gravemente per la combinazione letale di bombardamenti aerei e fuoco di artiglieria che ridusse in macerie gran parte del centro storico, con oltre 60.000 vittime.

### Operazioni di terrore e pacificazione

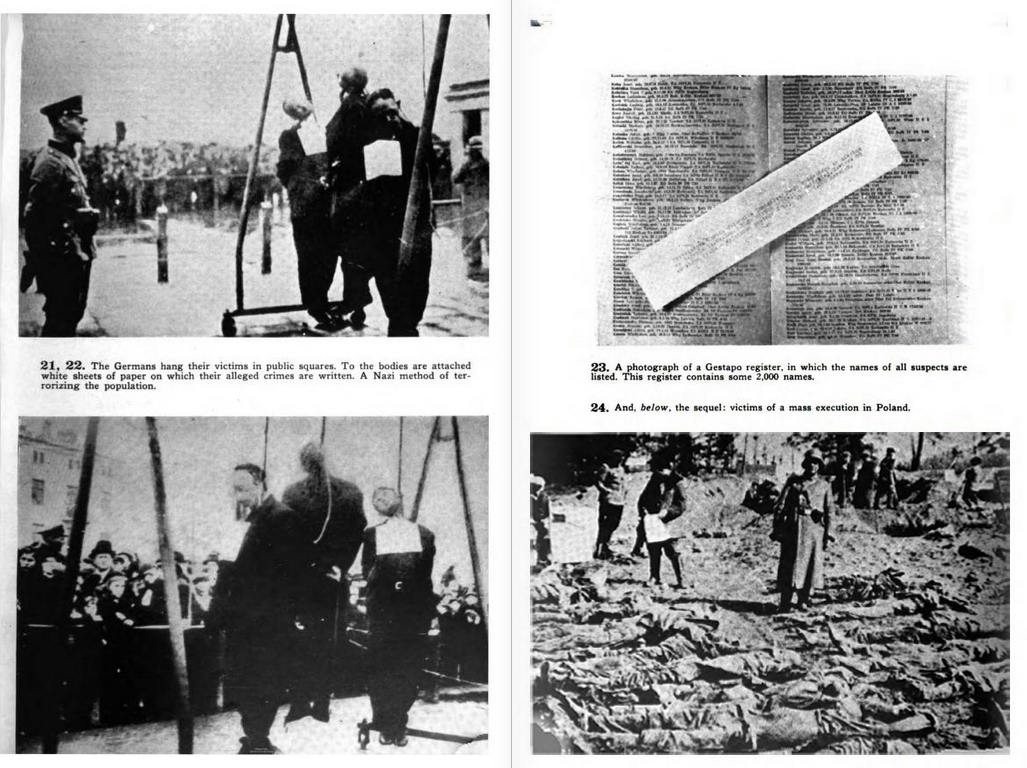
Foto da Il libro nero della Polonia, pubblicato a Londra nel 1942 dal governo polacco in esilio.

Nei primi tre mesi di guerra, dall'autunno del 1939 alla primavera del 1940, circa 60.000 ex funzionari governativi, ufficiali militari di riserva, proprietari terrieri, clero e membri dell'intellighenzia polacca furono giustiziati regione per regione nel cosiddetto Intelligenzaktion, tra cui oltre 1.000 prigionieri di guerra. Le esecuzioni sommarie dei polacchi furono condotte da tutte le forze tedesche senza eccezioni, incluse Wehrmacht, Gestapo, SS e Selbstschutz, in violazione degli accordi internazionali. Le uccisioni di massa facevano parte dell'Operazione Tannenberg, una delle prime misure della colonizzazione dei coloni del Generalplan Ost. Sia i cristiani polacchi che gli ebrei furono assassinati e sepolti in fosse comuni scavate frettolosamente, o mandati nelle prigioni e nei campi di concentramento tedeschi. Hitler aveva ordinato: "Qualunque cosa troveremo sotto forma di una classe superiore in Polonia sarà liquidata",. Nella Intelligenzaktion Pommern, un'azione a carattere regionale nel Voivodato della Pomerania, sono stati uccisi 23.000 polacchi. Fu seguita dall'operazione tedesca AB-Aktion, sempre in Polonia, a metà degli anni '40. Questa azione AB, vide il massacro dei professori di Leopoli e le esecuzioni di circa 1.700 polacchi nella foresta di Palmiry. Diverse migliaia di vittime civili furono giustiziate o imprigionate. Gli Einsatzgruppen furono anche responsabili dell'uccisione indiscriminata di ebrei e polacchi durante l'invasione tedesca dell'Unione Sovietica nel 1941.

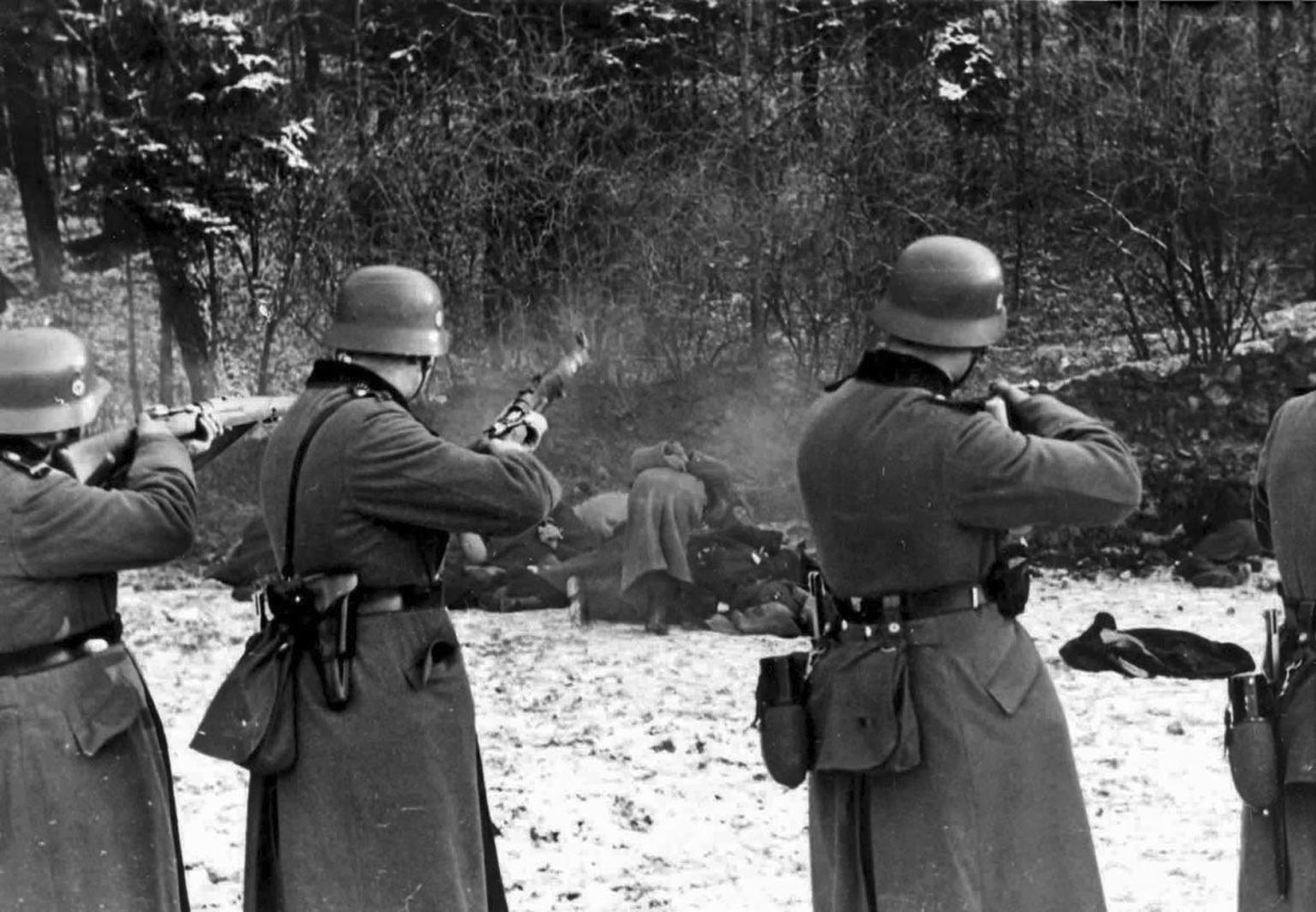
Esecuzione di massa di 56 ostaggi a Bochnia, vicino a Cracovia, il 18 dicembre 1939. A Palmiry, circa 1.700 polacchi furono assassinati in esecuzioni segrete tra il 7 dicembre 1939 e il 17 luglio 1941

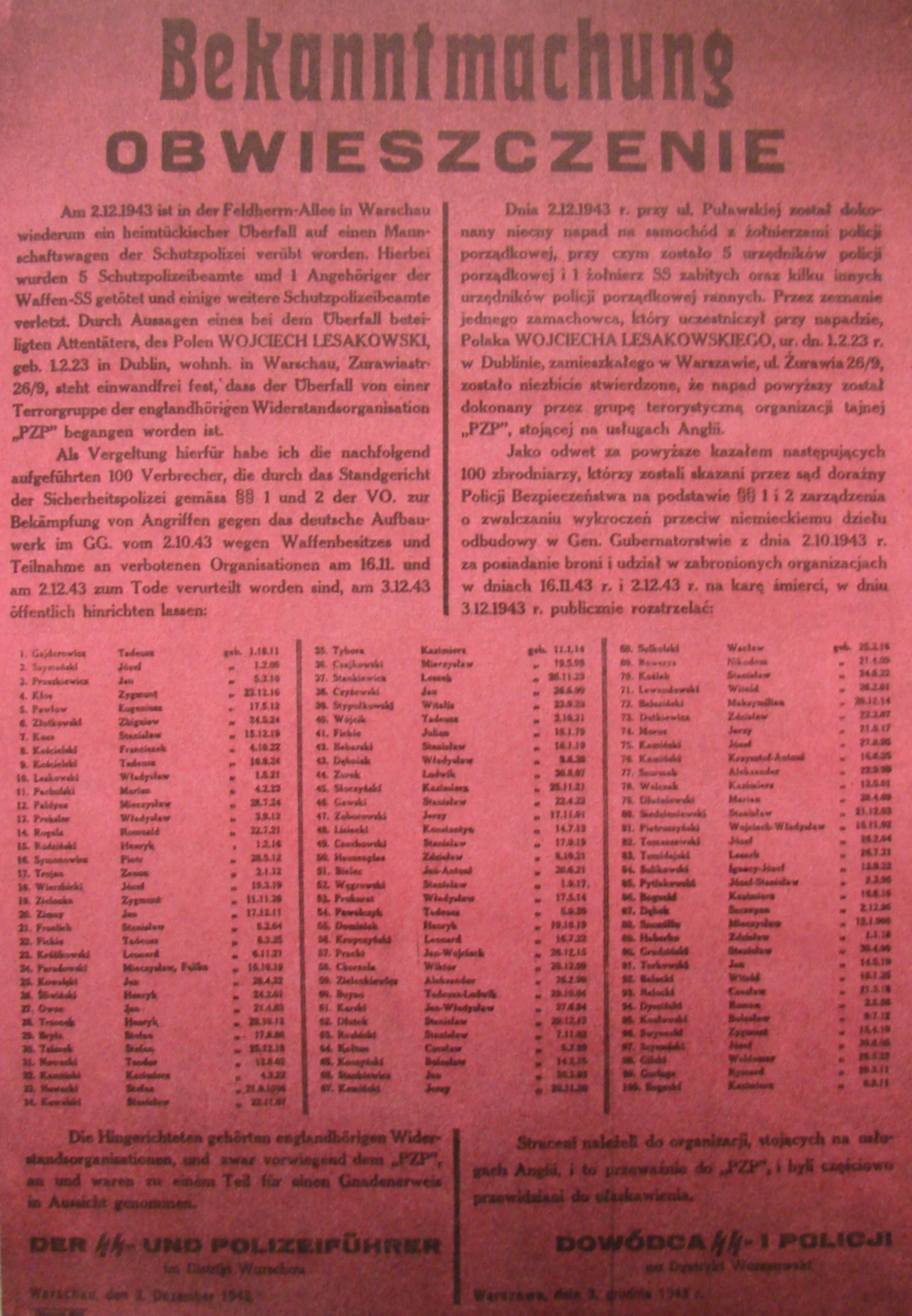
Annuncio dell'esecuzione di 100 ostaggi polacchi come vendetta per l'assassinio di 5 poliziotti tedeschi e 1 SS da parte di Armia Krajowa (citazione: "organizzazione terroristica polacca del servizio britannico"). Varsavia, 2 ottobre 1943

Le comunità furono ritenute collettivamente responsabili dei presunti contrattacchi polacchi contro le truppe tedesche: le esecuzioni di massa degli ostaggi sono state condotte quasi ogni giorno durante l'avanzata della Wehrmacht in tutta la Polonia.
Le località, le date ed i numeri includono:
| Luogo             | Data            | Vittime | Nota   |
| ----------------- | --------------- | --- | ------ |
| Starogard         | 2 settembre     | 190 polacchi, 40 dei quali ebrei | [ 50 ] |
| Swiekatowo        | 3 settembre     | 26 polacchi | [ 51 ] |
| Wieruszów         | 3 settembre     | 20 polacchi tutti ebrei | [ 36 ] |
| Imielin           | 4-5 settembre   | 28 polacchi | [ 52 ] |
| Kajetanowice      | 5 settembre     | 72 civili (massacrati per vendetta per due cavalli tedeschi uccisi dal fuoco amico tedesco)                                                                                              | [ 53 ] |
| Trzebinia         | 5 settembre     | 97 cittadini polacchi | [ 54 ] |
| Piotrków          | 5 settembre     | la zona ebraica della città fu incendiata | [ 55 ] |
| Bedzin            | 8 settembre     | 200 civili bruciati vivi |        |
| Turek             | 9 settembre     | 300 civili | [ 56 ] |
| Klecko            | 9-10 settembre  | 300 cittadini giustiziati | [ 57 ] |
| Mszadla           | 10 settembre    | 153 polacchi | [ 58 ] |
| Gmina Besko       | 11 settembre    | 21 polacchi | [ 59 ] |
| Kowalewice        | 11 settembre    | 23 polacchi | [ 60 ] |
| Pilica            | 12 settembre    | 36 polacchi, (32 dei quali ebrei) | [ 61 ] |
| Olszewo           | 13 settembre    | 13 persone (metà del villaggio) di Olszewo e 10 della vicina Pietkowo tra cui donne e bambini pugnalati da baionette, fucilati, fatti esplodere da granate e bruciati vivi in un fienile | [ 62 ] |
| Mielec            | 13 settembre    | 55 ebrei bruciati vivi | [ 56 ] |
| Piątek            | 13 settembre    | 50 polacchi, 7 dei quali ebrei | [ 61 ] |
| Przemysl e Medyka | 14-15 settembre | 900 ebrei polacchi in operazioni punitive contemporanee | [ 61 ] |
| Solec             | 14 settembre    | 44 polacchi | [ 63 ] |
| Chojnice          |                 | 40 cittadini polacchi | [ 64 ] |
| Gmina Klecko      |                 | 23 polacchi | [ 65 ] |
| Bądków            |                 | 22 polacchi | [ 66 ] |
| Dynów             |                 | 200 ebrei polacchi | [ 67 ] |

Le esecuzioni pubbliche sono continuate ben oltre settembre, anche in municipalità come la contea di Wieruszów, Gmina Besko, Gmina Gidle, Gmina Klecko, Gmina Ryczywół, e Gmina Siennica, tra gli altri.
A Bydgoszcz e nei dintorni, circa 10.000 civili polacchi furono assassinati nei primi quattro mesi dell'occupazione. Parteciparono anche unità paramilitari dell'esercito tedesco e di Selbstschutz composte da etnia tedesca Volksdeutsche.
I nazisti presero migliaia di ostaggi al momento dell'invasione e durante la loro occupazione della Polonia. Gli ostaggi sono stati selezionati tra i cittadini più importanti delle città e dei villaggi occupati: sacerdoti, professori, medici, avvocati, nonché leader di organizzazioni economiche e sociali, e sindacati. Spesso, però, venivano scelti a caso da tutti i segmenti della società e per ogni tedesco ucciso veniva giustiziato un gruppo di 50-100 civili polacchi. Circa 20.000 abitanti del villaggio, alcuni dei quali furono bruciati vivi, furono uccisi in operazioni punitive su larga scala contro gli insediamenti rurali sospettati di aiutare la resistenza o di nascondere ebrei e altri fuggitivi. 75 villaggi sono stati rasi al suolo in queste operazioni. La Polonia era l'unico paese dell'Europa occupata dove la pena per chi nascondeva un ebreo era la morte per tutti coloro che vivevano in casa, alla pari di altre leggi che erano altrettanto spietate.

## Pulizia etnica attraverso l'espulsione forzata

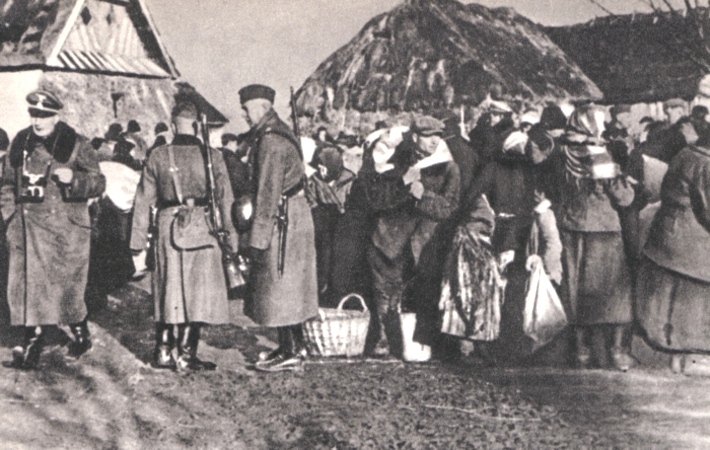
Espulsione dei polacchi dai villaggi della regione di Zamosc da parte delle SS tedesche, dicembre 1942

La Germania progettò di rimuovere completamente la popolazione etnica della Polonia a partire dal territorio di Reichsgau Wartheland di nuova creazione nel 1939. Secondo l'obiettivo e l'ideologia del Lebensraum, le terre precedentemente polacche dovevano essere rilevate dai coloni militari e dai civili tedeschi, tra cui il Volksdeutsche dell'Europa orientale.
La "germanizzazione" dei territori occupati da parte del Reich è stata più volte condannata dal Tribunale di Norimberga affermando che la pratica dell'espulsione dei civili era "non solo in violazione di regole ben stabilite del diritto internazionale, ma in totale disprezzo dei dettami elementari dell'umanità."  Durante l'occupazione della Polonia, il numero dei polacchi sfrattati dalle autorità tedesche dalle loro case è stato stimato in 2.478.000. Fino a 928.000 polacchi furono ripuliti etnicamente per far posto ai coloni stranieri.
Il numero di cittadini polacchi sfollati in quattro anni di occupazione tedesca includeva: dalla regione di Warthegau 630.000 polacchi; dalla Slesia 81.000; dalla Pomerania 124.000; da Bezirk Bialystok 28.000; e dal distretto di Ciechanów 25.000 polacchi ed ebrei. Nelle cosiddette "espulsioni selvagge" dalla Pomerelia, furono sfrattati dai 30.000 ai 40.000 polacchi, e dal governo generale (alle "riserve" tedesche) circa 171.000 polacchi ed ebrei. Per creare nuovi latifondi coloniali, vennero demoliti il 42% dei poderi annessi. Circa 3 milioni di polacchi furono inviati a svolgere il lavoro degli schiavi nel Reich. Ulteriori 500.000 polacchi etnici furono deportati da Varsavia dopo l'insurrezione di Varsavia, contando fino a 180.000 vittime civili.
Le espulsioni sono state effettuate così bruscamente che i tedeschi etnici reinsediati dalla Galizia orientale, dalla Volinia e dalla Bucovina rumena si sono impossessati delle case polacche con pasti a metà sui tavoli e letti sfatti dove dormivano bambini piccoli al momento delle espulsioni. Ai membri della Gioventù hitleriana e della Lega delle ragazze tedesche fu assegnato il compito di supervisionare gli sfratti per assicurarsi che i polacchi lasciassero la maggior parte dei loro averi per l'uso dei coloni. Himmler promise di deportare alla fine tutti i polacchi in Russia: aveva immaginato il loro fine ultimo per malnutrizione e superlavoro possibilmente nelle Paludi di Pripjat, dove tutti i polacchi sarebbero morti durante la coltivazione delle stesse zone paludose. Vennero inoltre elaborati dei piani per il trasporto di massa e per la possibile creazione di campi di lavoro forzato per un massimo di 20 milioni di polacchi.

## Resistenza polacca
Il miglior esempio di resistenza polacca, non volta a ferire i tedeschi o a raggiungere obiettivi politici, ma a proteggere i polacchi, fu la rivolta di Zamość. Era una situazione rara in cui l'esercito nazionale politicamente anticomunista, i battaglioni di contadini politicamente neutrali, la guardia popolare comunista ed i partigiani sovietici operavano insieme per proteggere i polacchi dagli abusi tedeschi, principalmente dall'espulsione forzata e dagli omicidi di massa compiuti dall'esercito degli insorti ucraini sui polacchi. La rivolta rallentò notevolmente l'espulsione tedesca dei polacchi, e conseguentemente la colonizzazione dell'area con i tedeschi, al punto di dover creare una zona cuscinetto di villaggi popolati da ucraini etnici amici dei tedeschi. I contadini polacchi erano riluttanti a unirsi alla resistenza armata, ma furono costretti a proteggersi.

## Campi e ghetti

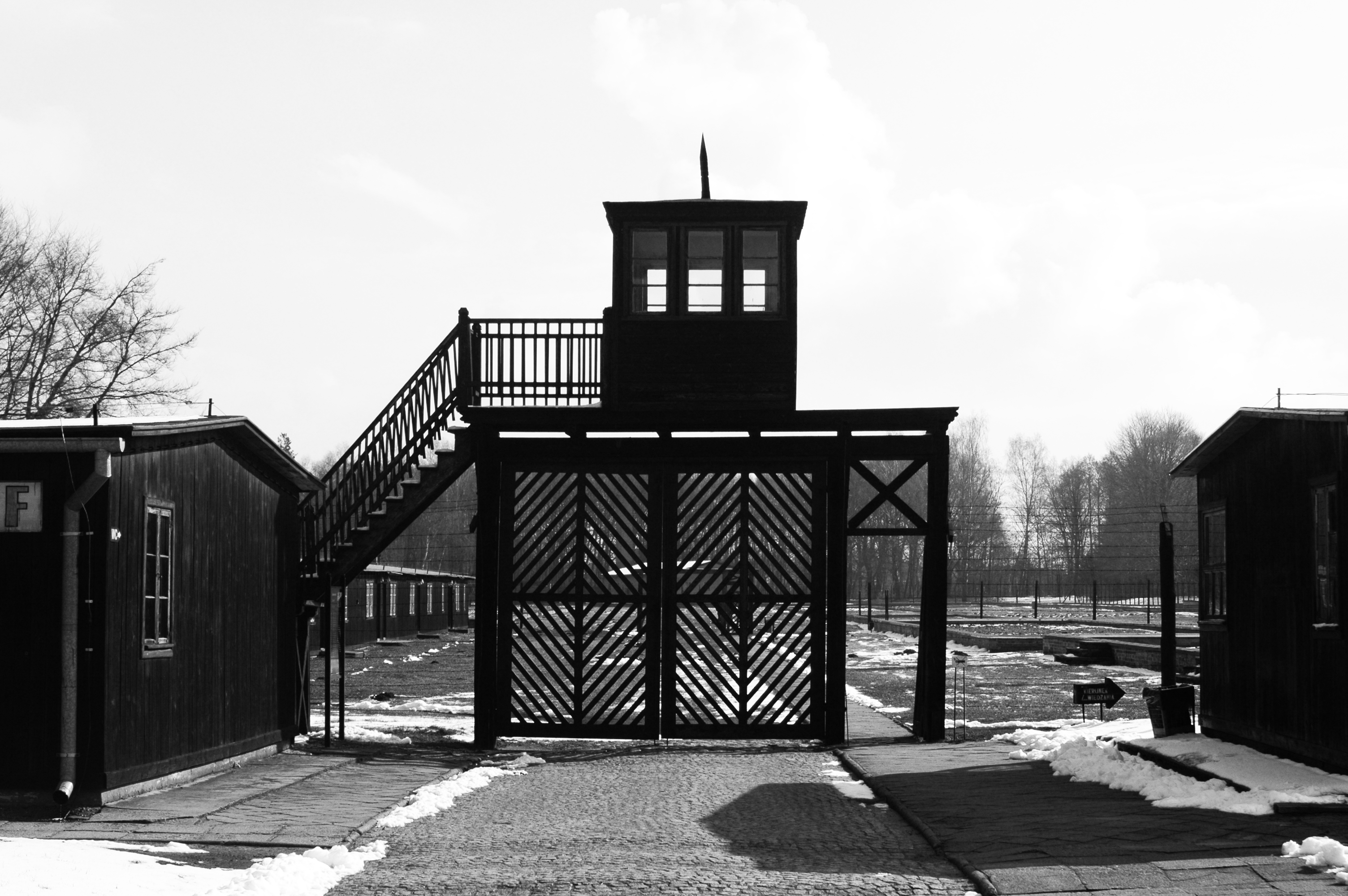
Campo di concentramento di Stutthof istituito nel settembre 1939; la prima struttura nazista di questo tipo costruita al di fuori della Germania; alla fine 65.000 prigionieri polacchi morirono nel campo

Quasi immediatamente dopo l'invasione, sia la Germania che l'Unione Sovietica iniziarono ad allestire dei campi nella Polonia occupata, che includevano i campi di prigionia per circa 230.672 soldati polacchi catturati durante la campagna di settembre del 1939. In un breve periodo di tempo, la zona tedesca della Polonia divisa è diventata una sorta di prigione virtuale con più di 430 complessi del terrore organizzati dallo Stato. Si stima che circa 5 milioni di cittadini polacchi li abbiano attraversati mentre servivano l'economia di guerra tedesca. L'occupazione della Polonia, da parte sia della Germania nazista a ovest che dell'Unione Sovietica a est, iniziò nel settembre 1939. La maggior parte dei 50.000 polacchi imprigionati a Mauthausen-Gusen perì principalmente a Gusen; 150.000 persone ad Auschwitz, 20.000 persone a Sachsenhausen, 40.000 persone a Gross-Rosen; 17.000 persone a Neuengamme e 10.000 persone a Dachau. Circa 17.000 donne polacche morirono a Ravensbrück. Un grande complesso di campi di concentramento a Stutthof (a est di Danzica), fu avviato non più tardi del 2 settembre 1939 ed esistette fino alla fine della guerra con 39 sottocampi. Si stima che vi morirono 65.000 polacchi.
Il numero totale di cittadini polacchi che hanno trovato la morte nei campi, nelle carceri e nei luoghi di detenzione all'interno ed all'esterno della Polonia supera 1.286.000 di persone. C'erano campi speciali per bambini come il campo di concentramento di Potulice, il Kinder-KZ Litzmannstadt per ragazzi polacchi ed il campo di lavoro forzato per ragazze polacche a Dzierżązna.
Auschwitz divenne il principale campo di concentramento per i polacchi il 14 giugno 1940. Nel marzo 1941 furono registrati nel campo 10.900 prigionieri, la maggior parte dei quali polacchi gentili. Nel settembre 1941, 200 prigionieri polacchi malati insieme a 650 prigionieri di guerra sovietici, furono uccisi nei primi esperimenti di gasazione con Zyklon-B. A partire dal 1942, la popolazione dei prigionieri di Auschwitz divenne molto più diversificata, poiché ebrei e altri "nemici dello stato" da tutta l'Europa occupata dai tedeschi furono deportati nel campo in espansione. Franciszek Piper, il capo storico di Auschwitz, stima che tra il 1940 e il 1945 furono portati in quel campo da 140.000 a 150.000 polacchi e che da 70.000 a 75.000 persone morirono come vittime di esecuzioni, sperimentazioni umane, fame e malattie.

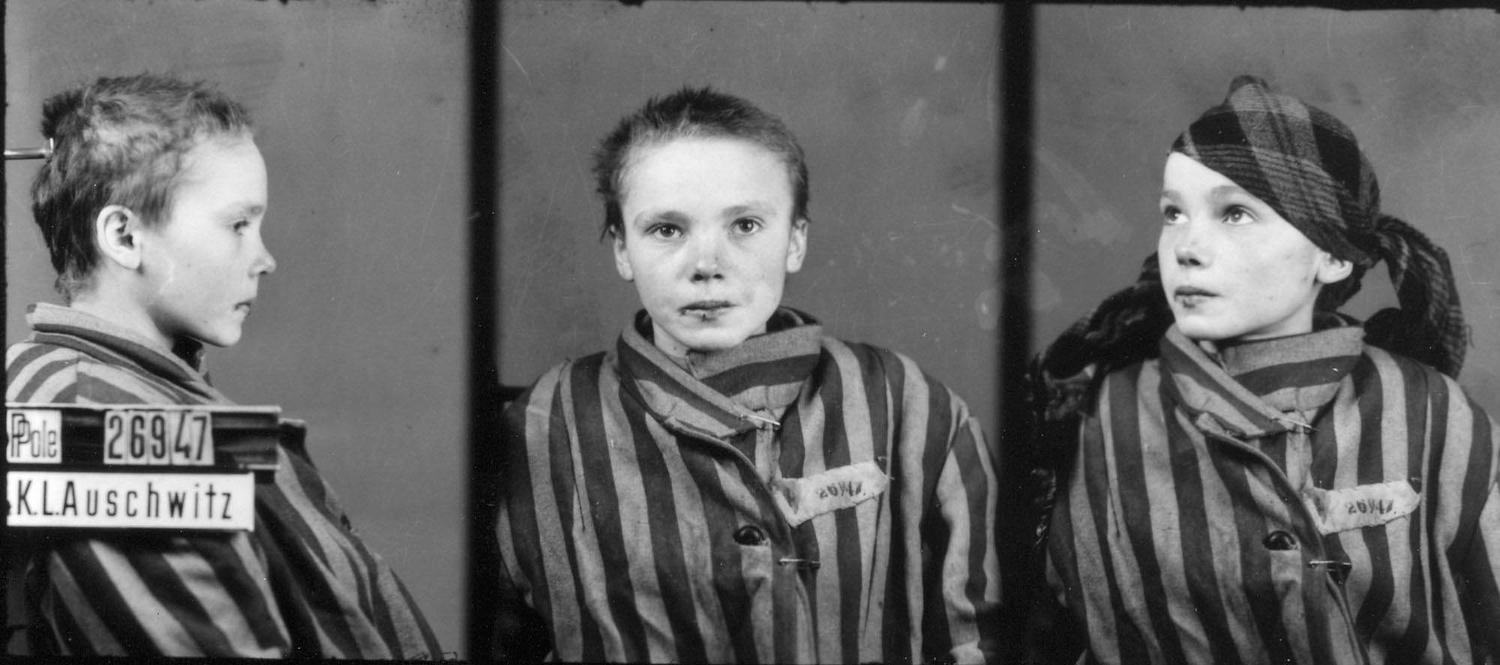
Czesława Kwoka, uno dei tanti bambini polacchi uccisi ad Auschwitz dai nazisti

Ci sono stati casi di esperimenti pseudo-medici: ad esempio, 74 giovani donne polacche sono state sottoposte a esperimenti medici sul trapianto di ossa e muscoli, sulla rigenerazione dei nervi e sull'infezione delle ferite nel campo di concentramento di Ravensbrück. Sono stati condotti esperimenti con il sulfanilamide sui sacerdoti cattolici polacchi a Dachau: più di 300 sacerdoti polacchi sono morti a causa di tali esperimenti o torture.
Già nel 1939, i tedeschi divisero tutti i polacchi lungo le linee etniche. Come parte del programma di espulsione e lavoro forzato, gli ebrei furono individuati e separati dal resto della popolazione civile nei ghetti di nuova costituzione. Nelle città più piccole, i ghetti fungevano da punto di partenza per le deportazioni di massa, mentre nei centri urbani diventavano strumenti di "omicidio lento e passivo" con fame dilagante ed i cadaveri disseminati per le strade. I ghetti non corrispondevano ai tradizionali quartieri ebraici, ai polacchi etnici e ai membri di altri gruppi è stato ordinato di stabilirsi altrove.
Il ghetto di Varsavia era il più grande ghetto di tutta l'Europa occupata dai nazisti, con oltre 400.000 ebrei stipati in un'area di 3,4 km2, o in media 7,2 persone per stanza. Il ghetto di Łódź era il secondo più grande, con circa 160.000 detenuti. Alla fine del 1941, la maggior parte dei circa 3,5 milioni di ebrei polacchi era già stata ghettizzata, anche se i tedeschi sapevano che il sistema era insostenibile; la maggior parte dei detenuti non aveva alcuna possibilità di guadagnarsi da vivere e non era rimasto alcun risparmio per pagare le SS per ulteriori consegne di cibo.

## Lavoro forzato

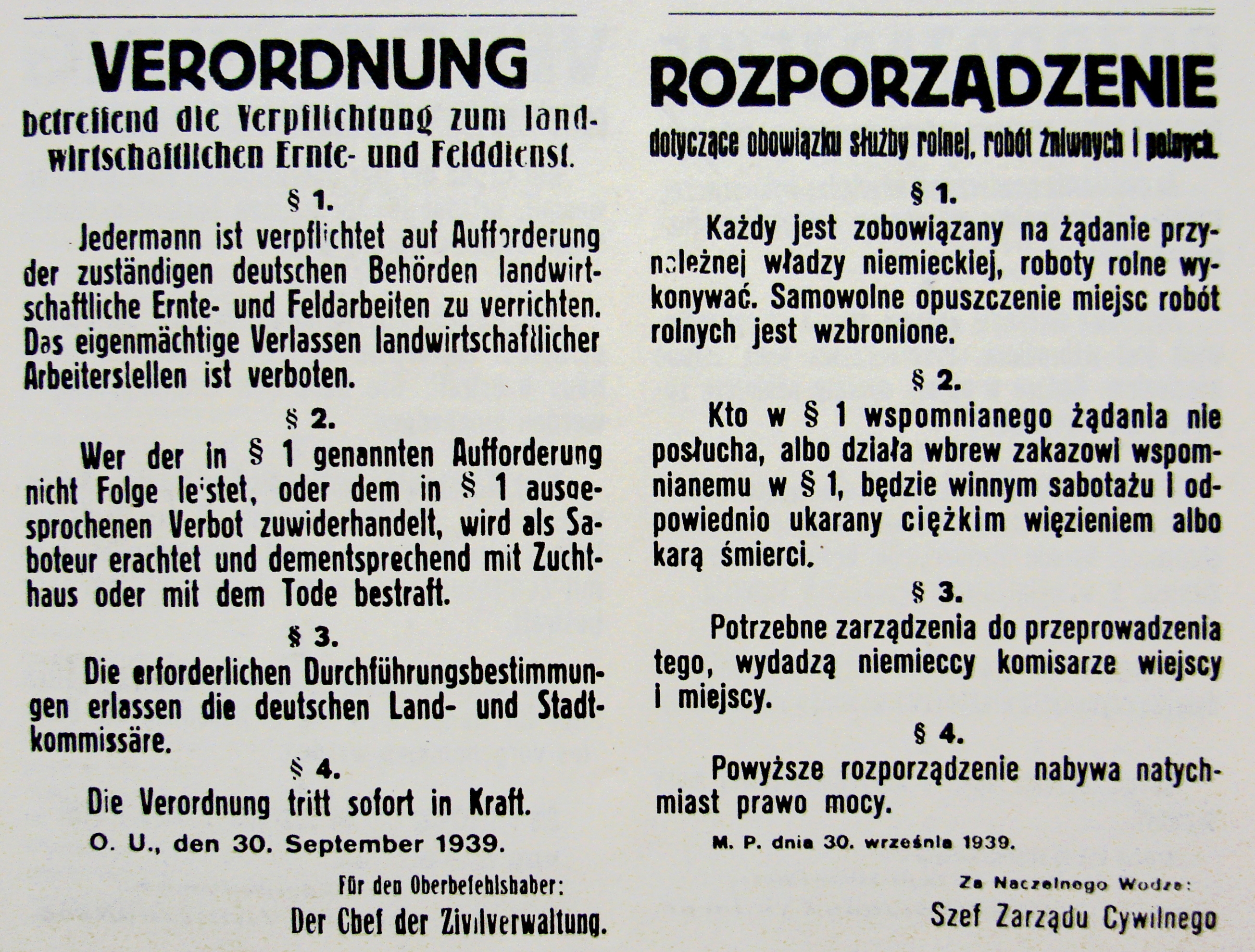
Avviso tedesco del 30 settembre 1939 nella Polonia occupata, avvertimento della pena di morte per il rifiuto di lavorare durante il raccolto

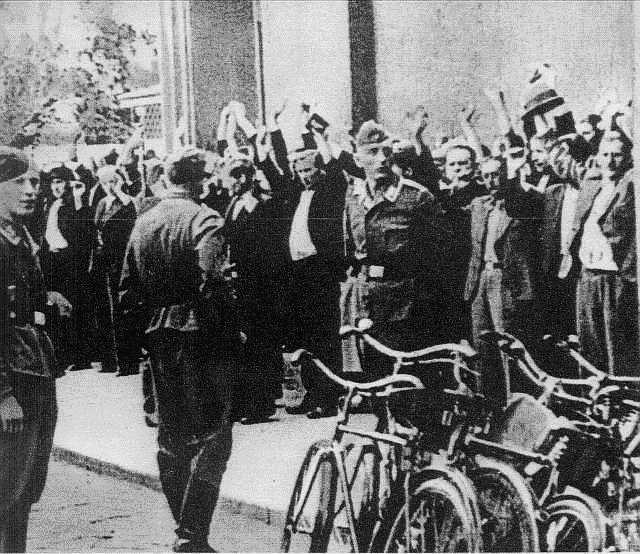
Łapanka, ostaggi civili polacchi catturati dai soldati tedeschi in strada, settembre 1939

Nell'ottobre 1939, i nazisti approvarono un decreto sul lavoro forzato per gli ebrei di età superiore ai 12 anni ed i polacchi di età superiore ai 14 anni che vivevano nel Governatorato Generale. Tra il 1939 e il 1945, circa 3 milioni di cittadini polacchi furono deportati nel Reich per i lavori forzati, molti dei quali adolescenti e ragazze. Sebbene la Germania utilizzasse anche lavoratori forzati dall'Europa occidentale, i polacchi ed altri europei dell'est, considerati razzialmente inferiori, sono stati sottoposti a misure discriminatorie intensificate. I lavoratori polacchi furono costretti a lavorare più ore per una paga simbolica inferiore alla normale paga degli europei occidentali. Sono stati costretti a indossare cartellini identificativi viola con la lettera "P" cucita sui loro vestiti, sottoposti al coprifuoco e banditi dai trasporti pubblici. Mentre il trattamento degli operai o dei braccianti agricoli spesso variava a seconda del singolo datore di lavoro, in molte città i polacchi erano costretti a vivere in baracche segregate dietro il filo spinato. Le relazioni sociali con i tedeschi al di fuori del lavoro erano proibite e le relazioni sessuali, considerate come "contaminazione razziale", erano considerate un crimine capitale punibile con la morte. Durante la guerra, centinaia di uomini polacchi furono giustiziati per i loro rapporti con le donne tedesche. Lo storico Jan Gross stimò che "non più del 15%" di tutti i polacchi che andarono in Germania lo fecero volontariamente.
Sono stati commessi stupri di massa contro donne e ragazze polacche anche durante le esecuzioni punitive dei cittadini polacchi, prima di sparare alle donne. Inoltre, un gran numero di donne polacche veniva regolarmente catturato con l'obiettivo di costringerle a servire nei bordelli militari tedeschi. Le incursioni di massa furono condotte dai nazisti in molte città polacche con il preciso scopo di catturare giovani donne, in seguito costrette a lavorare in bordelli frequentati da soldati e ufficiali tedeschi: ragazze di appena 15 anni, che erano apparentemente classificate come "adatte al lavoro agricolo in Germania", venivano sfruttate sessualmente dai soldati tedeschi nei loro luoghi di destinazione.

## Germanizzazione
Nei territori del Reichsgau Wartheland della Grande Polonia occupata, l'obiettivo nazista era una completa germanizzazione della terra: cioè l'assimilazione politica, culturale, sociale ed economica nel Reich tedesco. Ciò non significava la germanizzazione in vecchio stile degli abitanti, cioè insegnando loro la lingua e la cultura, ma piuttosto, l'inondazione del Reichsgau con presunti tedeschi puri aiutati solo dalla frazione di coloro che vivevano lì in precedenza, la maggior parte dei quali erano non etnicamente tedesca. Per raggiungere gli obiettivi immaginati, il Gauleiter Albert Forster, incaricato del Reichsgau di Danzica-Prussia occidentale, aveva deciso che interi segmenti della popolazione polacca erano in realtà di etnia tedesca, mentre ne espelleva gli altri. Questa decisione portò per la prima volta nella loro vita a definire "tedeschi" circa due terzi della popolazione etnica polacca dei Gau esistenti.
I nazisti tedeschi chiusero le scuole elementari dove il polacco era la principale lingua di insegnamento, le strade e le città furono rinominate (Łódź divenne Litzmannstadt, ecc.) "in chiave germanica". Decine di migliaia di imprese polacche, dalle grandi imprese industriali ai piccoli negozi, furono sequestrate ai loro proprietari.
Nell'ottobre 1939, la propaganda nazista affermava che polacchi, ebrei e zingari erano subumani. I cartelli affissi davanti a quegli stabilimenti avvertivano: "Ingresso vietato a polacchi, ebrei e cani". Il regime nazista fu meno rigoroso nel trattamento dei Casciubi nel Reichsgau Danzica-Prussia occidentale. Ovunque, molte migliaia di persone furono costrette a firmare la Deutsche Volksliste, la documentazione razziale che i nazisti usavano per identificare e dare priorità alle persone di origine tedesca nei paesi occupati.

### Crimini contro i bambini

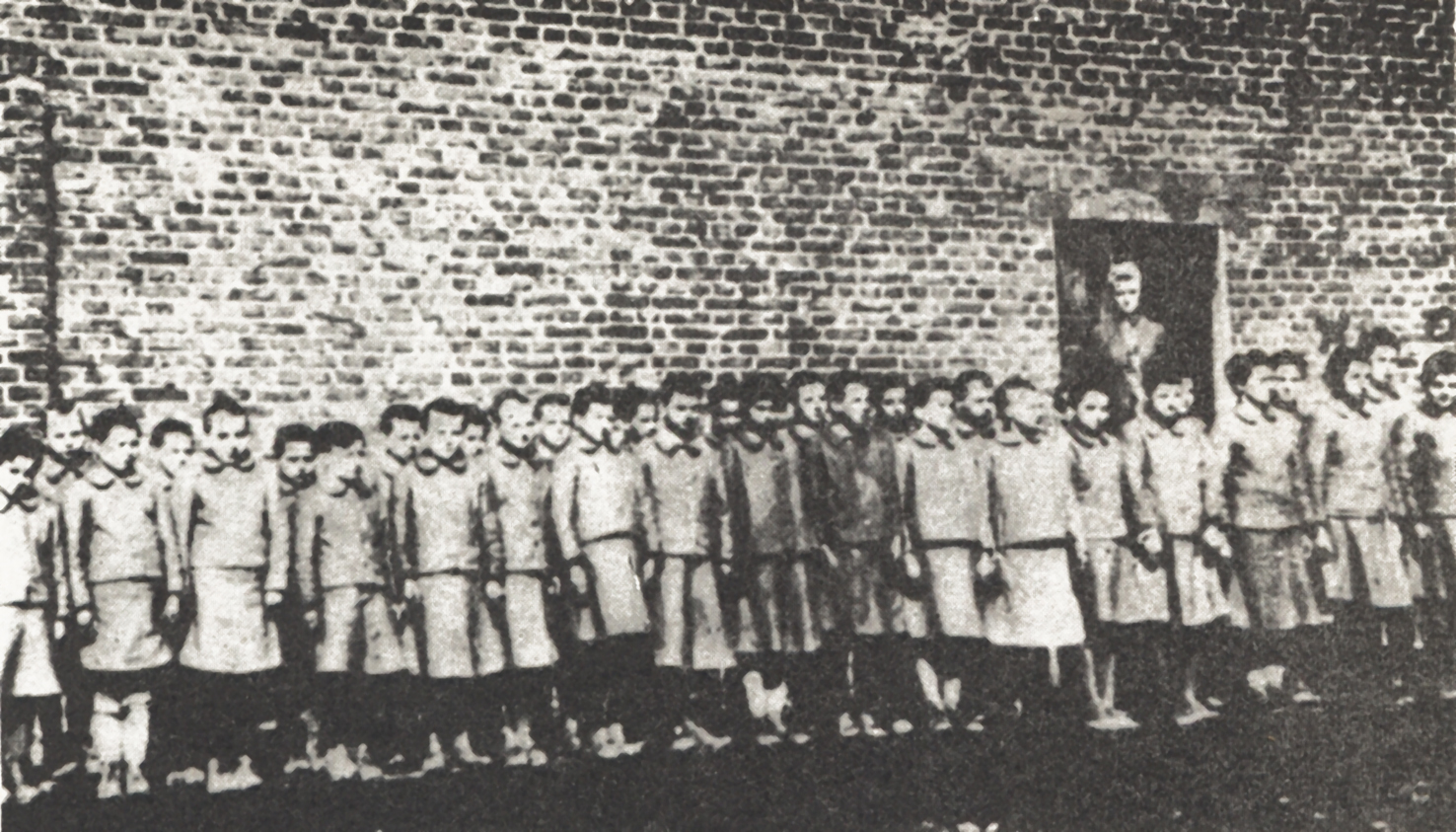
Appello nominale per le bambine di 8 anni nel campo di lavoro minorile di Dzierżązna, istituito come sotto-campo del campo di concentramento per bambini polacchi, adiacente al ghetto di Łódź

Almeno 200.000 bambini nella Polonia occupata furono rapiti dai nazisti per essere sottoposti a germanizzazione forzata (Ausländerkinder-Pflegestätte). Questi bambini venivano selezionati per "tratti di valore razziale" e inviati in case speciali per essere germanizzati. Dopo i test razziali, quelli ritenuti idonei, venivano poi posti in adozione se la germanizzazione era stata efficace, mentre i bambini che non superavano i test venivano uccisi in massa in esperimenti medici, nei campi di concentramento o inviati ai lavori forzati. Dopo la guerra, molti dei bambini rapiti trovati dalle forze alleate dopo la guerra erano stati assolutamente convinti di essere tedeschi.
I figli dei lavoratori forzati sono stati maltrattati ad Ausländerkinder-Pflegestätte, dove sono morti a migliaia. Un campo per bambini e adolescenti, Polen-Jugendverwahrlager der Sicherheitspolizei a Litzmannstadt, fu attivo dal 1943 al 1944 a Lódz, con un sottocampo per ragazze a Dzierżązna, nel voivodato di Łódź.

### Genocidio culturale
Come parte del piano nazista per distruggere la Polonia, i tedeschi si impegnarono in un genocidio culturale in cui saccheggiarono e poi distrussero biblioteche, musei, istituti e laboratori scientifici, nonché monumenti nazionali e tesori storici. Chiusero tutte le università, le scuole superiori e si impegnarono nell'omicidio sistematico di studiosi, insegnanti e sacerdoti polacchi. Milioni di libri furono bruciati, compreso circa l'80% di tutte le biblioteche scolastiche e tre quarti di tutte le biblioteche scientifiche. Ai bambini polacchi fu proibito di acquisire un'istruzione oltre il livello elementare con l'obiettivo che la nuova generazione di leader polacchi non potesse sorgere in futuro. Secondo una nota del maggio 1940 di Heinrich Himmler: "L'unico scopo di questa scuola è insegnare loro l'aritmetica semplice, niente al di sopra del numero 500; di scrivere il proprio nome; e la dottrina che è legge divina: obbedire ai tedeschi. Io non penso che la lettura sia desiderabile." Nel 1941, il numero di bambini che frequentavano la scuola elementare nel governo generale era la metà del numero prebellico. I polacchi risposero con Tajne Nauczanie, il "Programma di insegnamento in segreto", una campagna di educazione clandestina.

## Esecuzioni indiscriminate

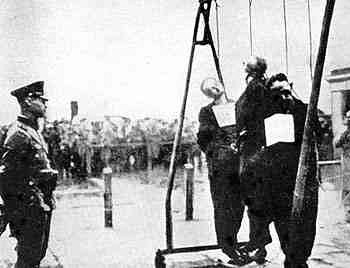
Esecuzione pubblica tedesca di civili polacchi a Łódź. Da Il libro nero della Polonia, pubblicato a Londra nel 1942 dal governo polacco in esilio.

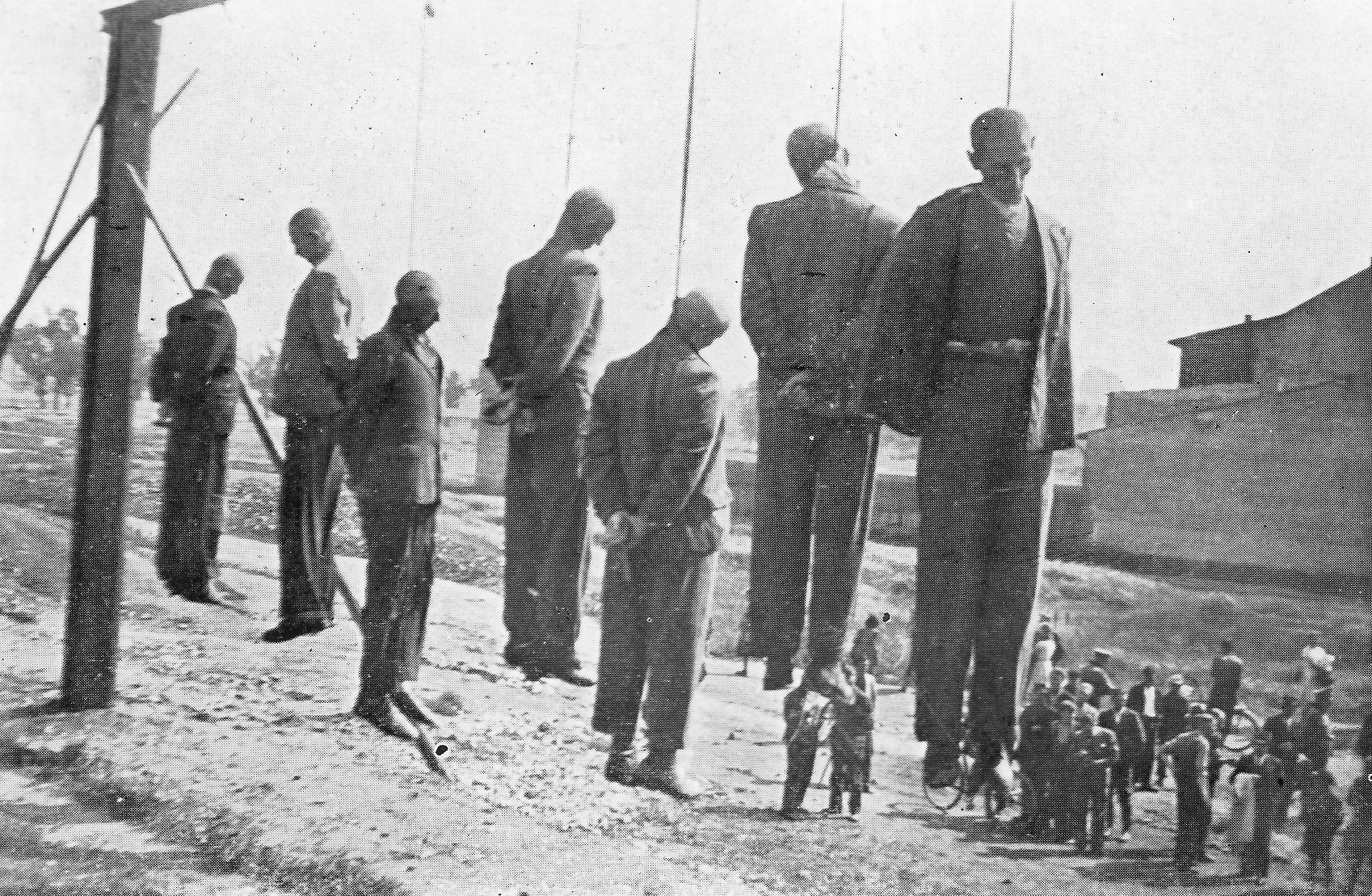
Esecuzione pubblica tedesca dei polacchi, Cracovia, 26 giugno 1942

I polacchi etnici in Polonia furono presi di mira dalla politica łapanka che le forze tedesche utilizzarono per radunare indiscriminatamente i civili per strada. A Varsavia, tra il 1942 e il 1944, ci furono circa 400 vittime giornaliere per łapanka. Si stima che decine di migliaia di queste vittime siano state uccise in esecuzioni di massa, tra cui circa 37.000 persone nel complesso carcerario di Pawiak gestito dalla Gestapo e migliaia di altre uccise nelle rovine del ghetto di Varsavia.

### Sterminio di pazienti ospedalieri
Nel luglio 1939, fu implementato un programma segreto nazista chiamato Action T4 il cui scopo era quello di effettuare lo sterminio dei pazienti psichiatrici. Durante l'invasione tedesca della Polonia, il programma fu messo in pratica su vasta scala nei territori polacchi occupati. In genere, tutti i pazienti, accompagnati da soldati di speciali distaccamenti SS, venivano trasportati con camion ai luoghi di sterminio. Le prime azioni di questo tipo avvennero in un grande ospedale psichiatrico a Kocborowo il 22 settembre 1939, nonché a Gniezno ed a Koscian.
Si stima che il numero totale di pazienti psichiatrici assassinati dai nazisti nella Polonia occupata tra il 1939 e il 1945 sia superiore a 16.000 persone. Altri 10.000 pazienti sono morti di malnutrizione. Circa 100 dei 243 membri dell'Associazione Psichiatrica Polacca hanno avuto la stessa sorte dei loro pazienti.
L'esecuzione di pazienti, per fucilazione e per rivoltella, comprendeva anche 400 pazienti di un ospedale psichiatrico di Chelm il 1 febbraio 1940 e di Owińska. In Pomerania, furono trasportati in una fortezza militare a Poznan e gasati con monossido di carbonio nei bunker del Forte VII, compresi bambini e donne che le autorità classificarono come prostitute polacche. Altri pazienti dell'ospedale di Owińska furono gasati in camion sigillati usando i gas di scarico. Lo stesso metodo è stato utilizzato nell'ospedale di Kochanówka vicino a Lódz, dove nel 1940 furono uccise 840 persone, per un totale di 1.126 vittime in 286 cliniche.
Questo è stato il primo test "riuscito" dell'omicidio di massa dei polacchi usando il gas. Questa tecnica è stata poi perfezionata su molti altri pazienti psichiatrici in Polonia e in Germania; a partire dal 1941 la tecnica fu largamente impiegata nei campi di sterminio. Anche i gaswagen nazisti furono usati per la prima volta nel 1940 per uccidere i bambini polacchi malati di mente.
Nel 1943, il capo delle SS e della polizia in Polonia, Wilhelm Koppe, ordinò che più di 30.000 pazienti polacchi affetti da tubercolosi fossero sterminati come il cosiddetto "pericolo per la salute" per il governo generale: sono stati uccisi principalmente nel campo di sterminio di Chełmno.

## Persecuzione della Chiesa Cattolica

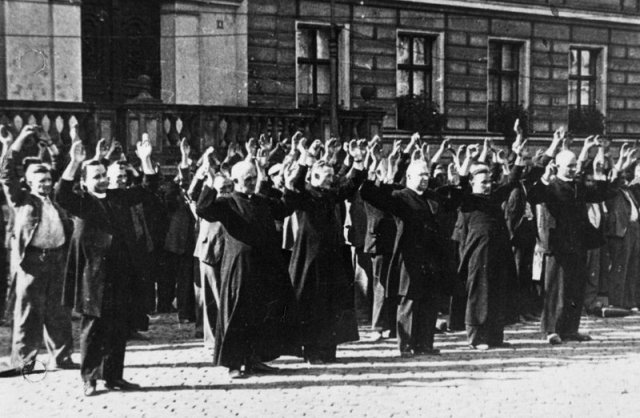
Bydgoszcz 1939. Preti e civili polacchi al Vecchio Mercato, 9 settembre 1939

Sir Ian Kershaw ha scritto che, nello schema di Hitler per la germanizzazione dell'Europa centrale e orientale, non ci sarebbe stato posto per le Chiese cristiane.
Storicamente, la chiesa era stata una forza trainante nel nazionalismo polacco contro la dominazione straniera, quindi i nazisti presero di mira il clero, i monaci e le monache nelle loro campagne di terrore, sia per la loro attività di resistenza che per la loro importanza culturale. Nel breve periodo di controllo militare, dal 1º settembre 1939 al 25 ottobre 1939, Davies scrisse: "Secondo una fonte, furono eseguite 714 esecuzioni di massa e furono fucilate 6.376 persone, principalmente cattolici. Altri riportano il bilancio delle vittime in una sola città a 20.000 persone. Era un assaggio delle cose a venire." Secondo l'Encyclopædia Britannica, 1811 sacerdoti polacchi morirono nei campi di concentramento nazisti.
La politica nazista nei confronti della Chiesa era più severa nei territori annessi alla Grande Germania, dove i nazisti iniziarono a smantellare sistematicamente la Chiesa arrestandone i capi, esiliando i sacerdoti, e chiudendo chiese, monasteri e conventi; molti dei sacerdoti furono assassinati.
La Chiesa cattolica fu soppressa nel territorio annesso del Reichsgau Wartheland più duramente che altrove. Nel Wartheland, il leader regionale Arthur Greiser, con l'incoraggiamento di Reinhard Heydrich e Martin Bormann, lanciò un duro attacco alla Chiesa cattolica: le sue proprietà e i suoi fondi furono confiscati e le organizzazioni laiche chiuse. Evans scrisse che "Furono arrestati numerosi sacerdoti, monaci, amministratori diocesani e funzionari della Chiesa, deportati nel governatorato generale, in seguito portati in uno dei campi di concentramento nel Reich, o semplicemente fucilati. Complessivamente a Dachau finirono circa 1.700 sacerdoti polacchi: la metà di loro non sono sopravvissuti alla prigionia". Il capo amministrativo di Greiser, August Jäger aveva in precedenza guidato lo sforzo per la nazificazione della Chiesa evangelica in Prussia. In Polonia si guadagnò il soprannome di Kirchen-Jager ("Cacciatore di chiese") per la veemenza della sua ostilità alla Chiesa.
"Alla fine del 1941", scriveva Evans, "la Chiesa cattolica polacca era stata effettivamente messa fuorilegge nel Wartheland. Era più o meno germanizzata negli altri territori occupati, nonostante un'enciclica emanata dal Papa già il 27 ottobre 1939 che protestava contro questa persecuzione". I tedeschi chiusero anche i seminari ed i conventi, perseguitando monaci e monache in tutta la Polonia. In Pomerania, tutti tranne 20 dei 650 sacerdoti furono fucilati o mandati nei campi di concentramento. Tra il 1939 e il 1945, 2.935 membri del clero polacco (il 18% circa ) furono uccisi nei campi di concentramento. Nella città di Włocławek è stato ucciso il 49% dei suoi sacerdoti cattolici; a Chełmno, il 48%. 108 di loro sono considerati martiri beati. Tra questi, Massimiliano Kolbe, che si offrì volontario di morire ad Auschwitz al posto di uno straniero, fu canonizzato nel 1982 come santo.

## La distruzione dell'ebraismo polacco (1941-1943)

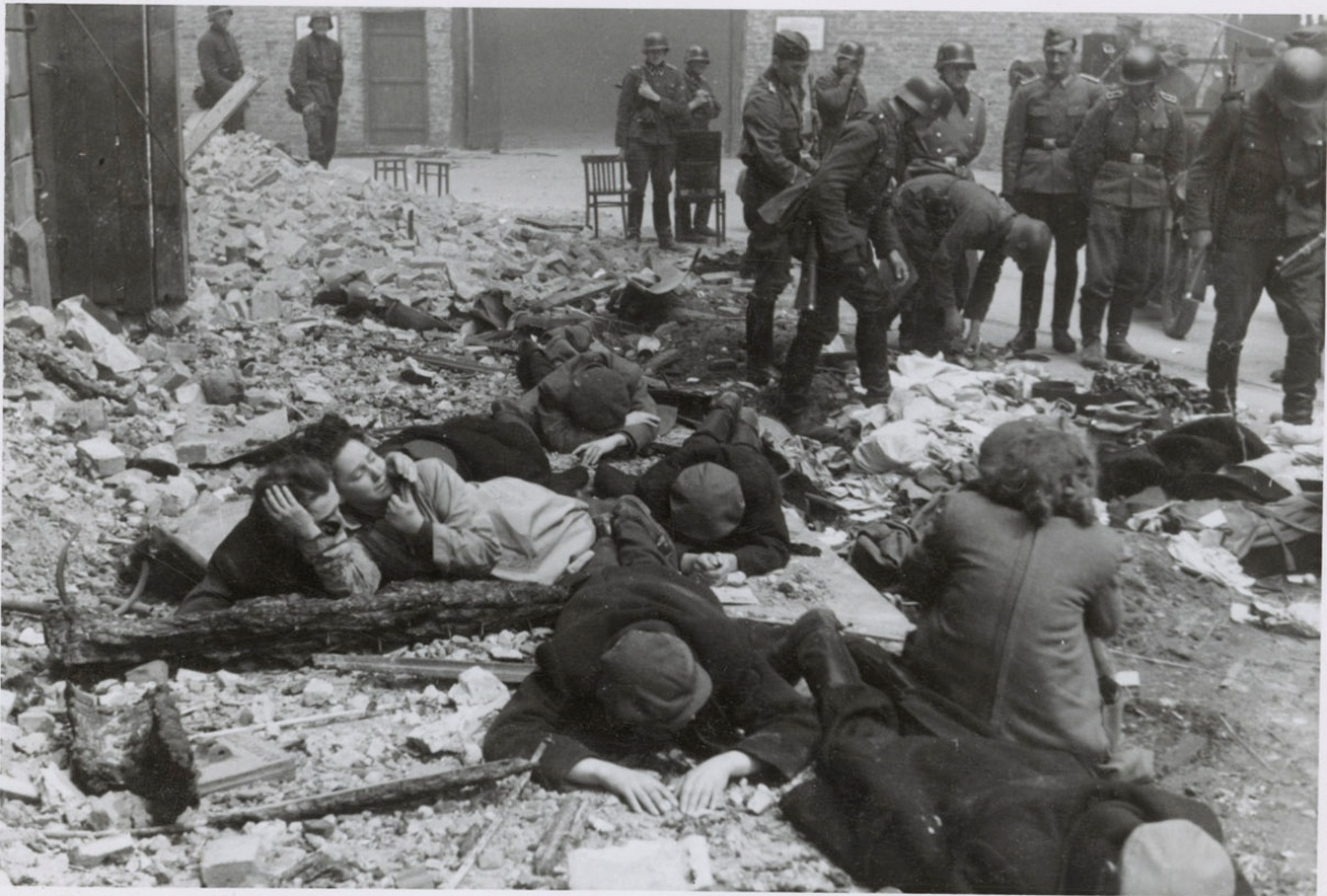
Ebrei polacchi tirati fuori da un bunker dalle truppe tedesche; Rivolta del ghetto di Varsavia, 1943

L'Olocausto nella Polonia occupata dai tedeschi ha comportato l'attuazione della politica nazista tedesca che prevedeva la distruzione sistematica e per lo più riuscita della popolazione ebraica polacca indigena, che i nazisti consideravano "subumana" (Untermensch). Tra l'invasione della Polonia del 1939 e la fine della seconda guerra mondiale, perì oltre il 90% degli ebrei polacchi. Sono stati istituiti sei campi di sterminio (Auschwitz, Belzec, Chełmno, Majdanek, Sobibor e Treblinka) in cui l'omicidio di massa di milioni di ebrei polacchi e di vari altri gruppi è stato effettuato tra il 1942 e il 1944. I campi sono stati progettati e gestiti dai tedeschi nazisti e non c'erano guardie polacche in nessuno di essi.
Della popolazione ebraica prebellica della Polonia di 3.500.000 di individui, solo circa 50.000-120.000 ebrei sopravvissero alla guerra.

## La distruzione di Varsavia (1944)

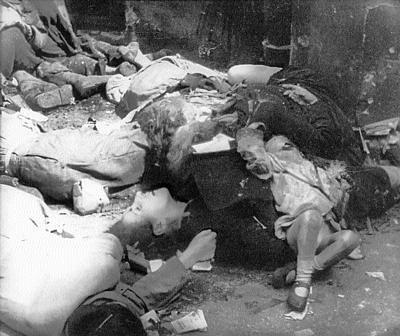
Civili polacchi uccisi dalle SS tedesche, durante la rivolta di Varsavia, agosto 1944

Durante la soppressione della rivolta del 1944 a Varsavia, le forze tedesche commisero molte atrocità contro i civili polacchi, seguendo l'ordine di Hitler di radere al suolo la città. Il fatto più noto avvenne a Wola dove, all'inizio dell'agosto 1944, tra i 40.000 e i 50.000 civili (uomini, donne e bambini) furono sistematicamente rastrellati e giustiziati dall'Einsatzkommando della Sicherheitspolizei sotto il comando di Heinz Reinefarth e i criminali tedeschi amnistiati di Dirlewanger.
Altri massacri simili hanno avuto luogo nelle aree dei distretti di Śródmieście (centro città), Stare Miasto (Città vecchia) e Marymont. Nell'Ochota, un'orgia di uccisioni di civili, stupri e saccheggi è stata portata avanti dai collaboratori russi di RONA. Dopo la caduta di Stare Miasto, all'inizio di settembre, 7.000 pazienti ospedalieri gravemente feriti sono stati giustiziati o bruciati vivi, spesso assistiti dal personale medico. Atrocità simili avvennero in seguito anche nel distretto di Czerniaków e dopo la caduta dei distretti di Powisle e Mokotów.
Fino alla fine di settembre 1944, i combattenti della resistenza polacca non erano considerati dai tedeschi come combattenti; così, una volta catturati, venivano giustiziati sommariamente. 165.000 civili sopravvissuti furono mandati nei campi di lavoro, e altri 50.000 furono spediti nei campi di concentramento, mentre la città in rovina fu sistematicamente demolita. Né Reinefarth né Erich von dem Bach-Zelewski furono mai processati per i loro crimini commessi durante la repressione della rivolta. Anche la richiesta polacca di estradizione di Wilhelm Koppe, amnistiato dalla Germania, fu rifiutata.